# Фремье, Эмманюэль
Эмманюэ́ль Фремье́ (фр. Emmanuel Frémiet, род. 6 декабря 1824 г. Париж — ум. 10 сентября 1910 г. Париж) — французский скульптор-анималист XIX столетия; работал в традициях натурализма и неоклассицизма.

## Жизнь и творчество
Эмманюэль Фремье родился в семье среднего достатка, тесно связанной с искусством. Двоюродная сестра Э. Фремье, Софи, была замужем за известным скульптором Франсуа Рюдом. В тринадцать лет маленький Фремье поступил в парижскую Школу декоративных искусств. Затем был учеником у своего дяди Ф. Рюда.

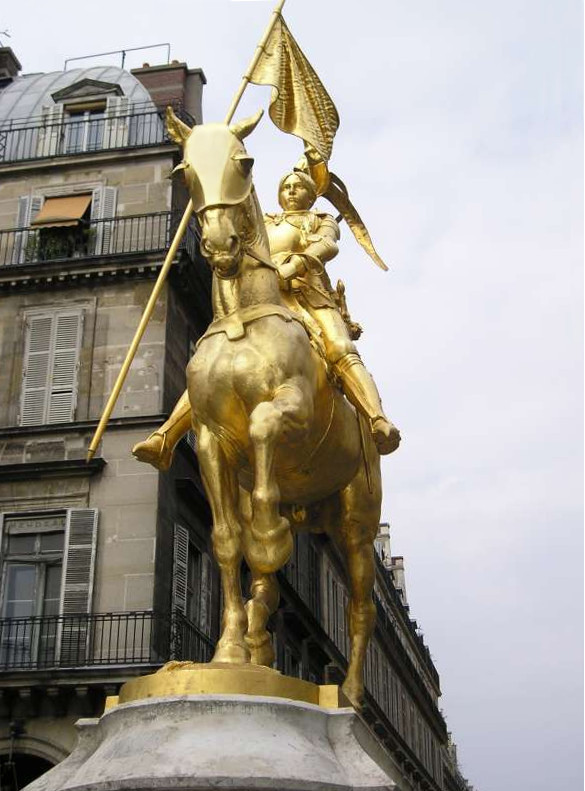
Статуя Жанны д’Арк. Париж

В 1845 году Э. Фремье показал свою первую работу, скульптуру газели, в Парижском Салоне. Впоследствии создавал многочисленные бронзовые статуэтки животных, за которые получал различные премии и награды. В 1849 году мастер получил первый официальный (государственный) заказ; в дальнейшем неоднократно выполнял такие работы, в особенности многочисленны его статуи, украшающие улицы и площади Парижа.
С 1855 по 1859 год Э. Фремье работал над заказом императора Наполеона III — серией статуй всадников на конях. Во время франко-прусской войны 1870 года и последующей осады Парижа скульптор уехал из столицы и его дом подвергся разграблению. После войны Фремье создавал свои произведения в Германии (Верхняя Силезия), в Румынии и на родине, возглавлял отделение скульптуры в музее Лувре, занимался преподавательской деятельностью, выполнил несколько заказов для Музея естествознания в Париже. В 1887 году в парижском Салоне был удостоен почётной медали за скульптуру «Горилла, похищающая женщину».
С 1892 года Эмманюэль Фремье — член Академии изящных искусств и профессор живописи при Национальном музее естественной истории в Париже. Фремье является одним из известнейших скульпторов, изображавших животных. В настоящее время бронзовые миниатюры работы Фремье высоко ценятся специалистами и коллекционерами.
Одним из его учеников был Пол Вейланд Бартлетт.
Его дочь Мари в 1883 году вышла замуж за композитора Габриеля Форе.